# Esochi
Esochi (griechisch Εσοχή (f. sg.), bulgarisch Ешекдере, im Osmanischen Reich: Εσίκ-Δερέ – Esik-Dere) ist ein Dorf der Gemeinde Arriana in der griechischen Region Ostmakedonien und Thrakien. Es liegt im Bergland an der Grenze zwischen Griechenland und Bulgarien.

## Geographie
Das Dorf liegt am Hang in einer Bucht des Berges Akritas (Ακρίτας) im östlichen Rhodopengebirge auf einer Höhe von 400 m. Es liegt 28 km nordöstlich von Fillyra (Φιλλύρα Ροδόπης) dem Sitz der Kommune und 50 km nordöstlich von Komotini. Geografisch gehört es zur Nymphaea-Region (περιοχή Νυμφαία) und ethnologisch zur Pomakochoria (Πομακοχώρια, Pomaken).
Die wenigen Straßen führen nach Nordosten Mirtiski oder nach Westen nach Skaloma.

## Geschichte
Das Dorf wurde nach der Befreiung Thrakiens 1924 im Amtsblatt 194A vom 14. August 1924 offiziell erwähnt, dass es der damaligen Gemeinde Organi (Οργάνη) angegliedert werden sollte. Nach dem Kallikratis-Programm wurde das Dorf zur Ortsgemeinde Esochi, die zur Kinotita Fillyras in der Gemeinde Arriana gehörte und laut der Volkszählung von 2011 eine Bevölkerung von 323 Einwohnern hatte.